# École du Louvre

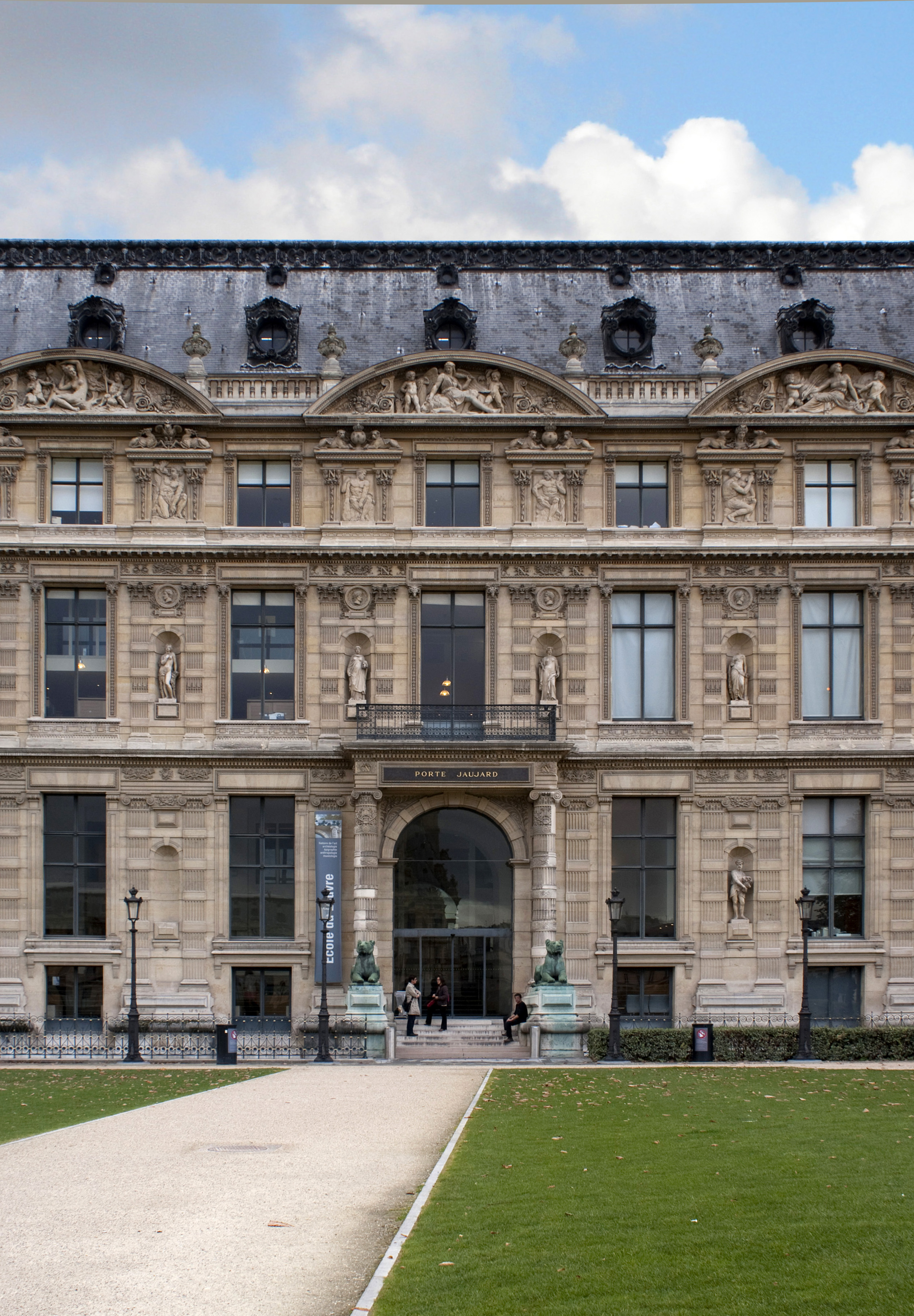
École du Louvre

De École du Louvre is een openbare instelling voor hoger onderwijs in Frankrijk, gevestigd in Parijs, in het Paleis van het Louvre, waar kunstgeschiedenis wordt onderwezen.
De instelling werd in 1882 opgericht in een vleugel van het Louvre en was aanvankelijk bedoeld om archeologie, milieu en kunst te studeren. In 1920 werd zij echter uitgebreid tot het hele gebied van de kunstgeschiedenis, dat ook vandaag nog de basis vormt van de kunststudies. Het is organisatorisch en administratief afhankelijk van het Franse ministerie van Cultuur en is sinds 1997 een overheidsorgaan.

## Beroemde afgestudeerden
- Jeanne Vandier d'Abbadie, Franse egyptologe
- Mathias Énard, Franse schrijver en vertaler
- A.J. de Lorm, Nederlands bioloog, kunsthistoricus, conservator en museumdirecteur
- Joan Vilà i Moncau, Catalaans schilder
- Maria Gabrielle van Savoye, Italiaanse prinses uit het Huis Savoye
- Johanna Goekoop-de Jongh, Nederlands kunsthistorica
- Frithjof van Thienen, Nederlands kunsthistoricus
- Cécile Goldscheider, Frans kunsthistorica
- David Röell, Nederlands kunsthistoricus en "monuments' man"
- Adriaan Pit, Nederlands kunsthistoricus en directeur van het Rijksmuseum